# パーカッションロック式

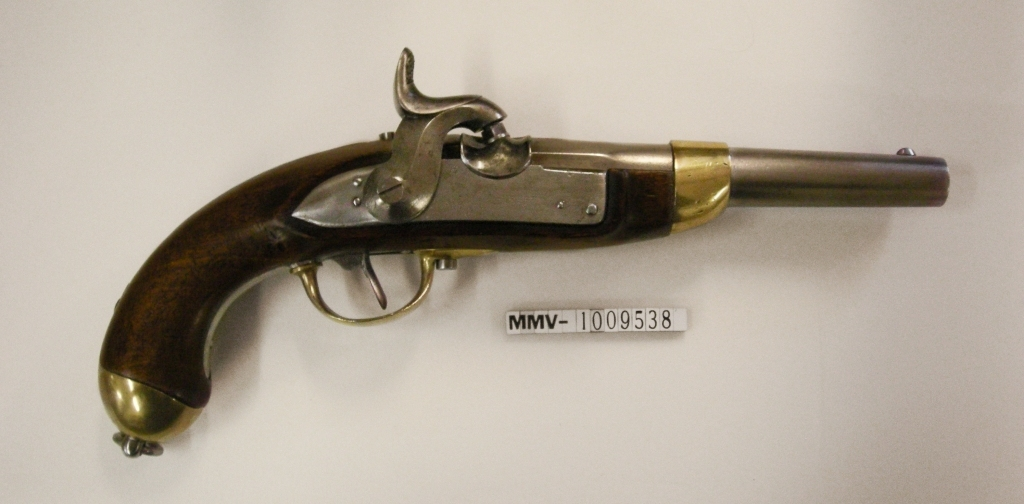
パーカッションロック式が採用された拳銃

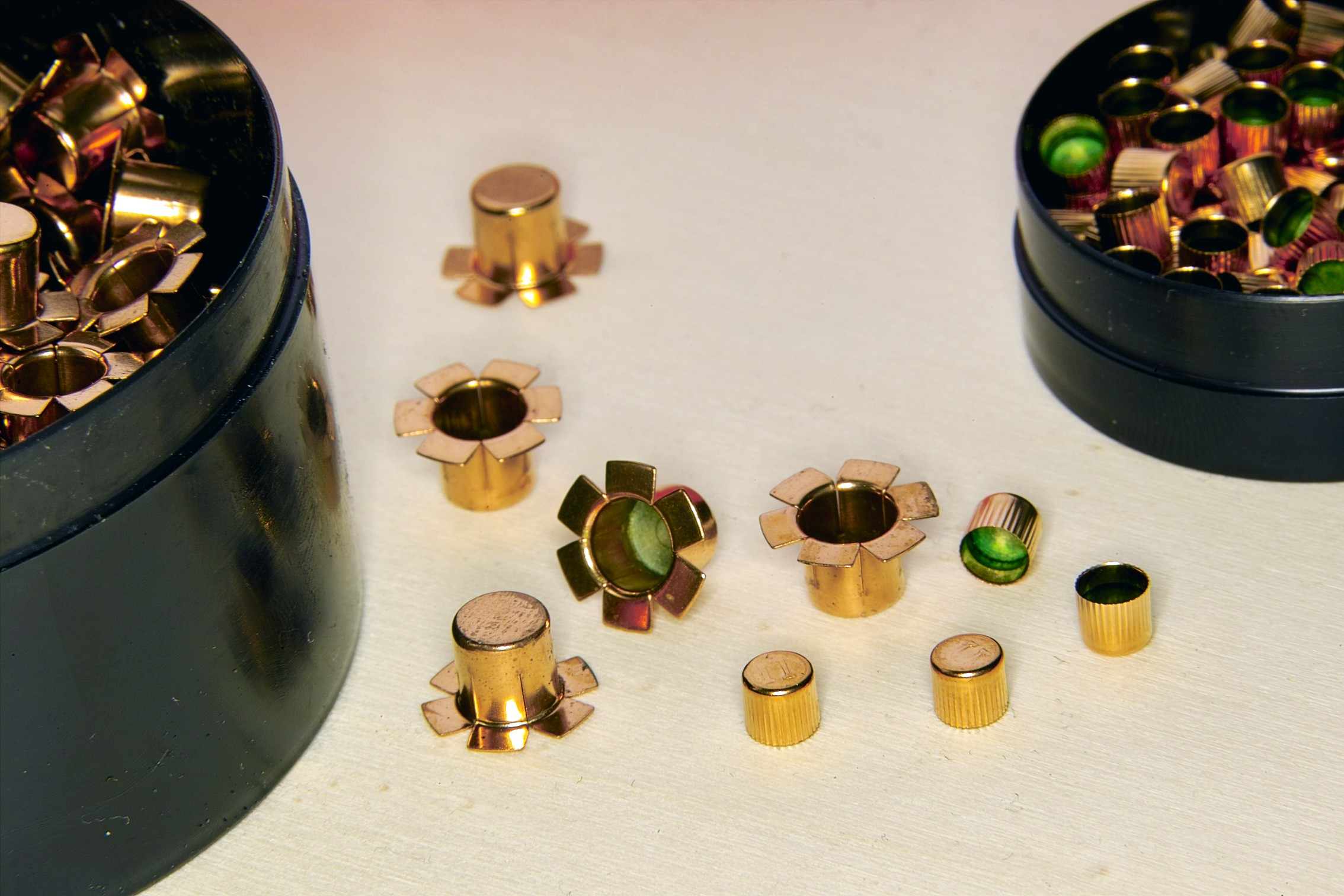
パーカッションキャップ（雷管）

パーカッションロック式（パーカッションロックしき、Percussion lock）、雷管式（らいかんしき）、または管打式（かんうちしき）とは、マスケット銃などの火器で使われた点火方式の1つ。スコットランド人のアレクサンダー・ジョン・フォーサイス（en:Alexander John Forsyth）によって1806年ごろに開発された。その形態からキャップロック式（キャップロックしき、Cap lock）とも呼称される。

## 仕組み

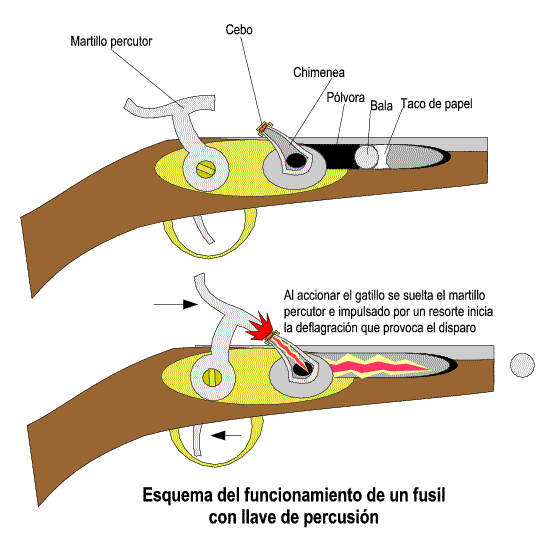
パーカッションロック式の仕組み。撃鉄によって雷管を発火させ、火門を通じて爆発が装薬に伝播し、弾丸（スペイン語：Bala）と紙の束（スペイン語：Taco de papal）が発射される。

大まかな仕掛けはマッチロック式（火縄銃）やフリントロック式（燧発式）と変わりない。大きく違うのは次の二点である。
- 撃鉄（hammerまたはcock）の先端には、火縄や燧石が取り付けられていない。
- 撃鉄を落とす終端にニップルと呼ばれる火門（タッチホール en:Touch hole）の開いた突起があり、ここへキャップ状のプライマー（en:Primer (firearm)）、つまりパーカッションキャップ（銃用雷管。以下、雷管と略）を装着する。

発砲までの操作・動きは以下のとおりである。
- 銃口から装薬と弾丸を詰める（火縄銃と同じ）。
- 撃鉄を少し起こして、ハーフコック・ポジションにする。一種の安全装置でありハーフコック・ポジションでは引き金を引けない。
- この状態でニップルへ雷管を取り付ける。
- 撃鉄をさらに起こしてコック・ポジションにする。これで発砲準備は完了。
- 引き金を引く。
- 撃鉄が作動して、ハンマーが雷管を叩いて発火させる。
- 火門を通して雷管の爆発が伝わり、銃身内の装薬が点火する（火縄銃と同じ）。
- 弾丸が発射される。

### パーカッション式リボルバーの射撃動作
パーカッションロックを用いる回転式拳銃の射撃動作に関して、
詳細は『コルトM1851#パーカッション式のリボルバーにおける装填と射撃動作について』を参照のこと。

## 特徴
- 一世代前のフリントロック式に比較すると発火が確実に伝火され、しかも天候に左右されず、発砲のタイムラグがほとんどない[2]。
- フリントロック式の機関部をそのまま流用可能であったので、安価で製造でき、フリントロックからの改造も楽である。
- 発火部分が単純でかつコンパクトにまとめられるので、試作は成されていたが高価で実用的ではなかった回転式拳銃のような連発式の銃器が、実用可能なレベルかつ比較的安価で製造可能となった。

## 歴史

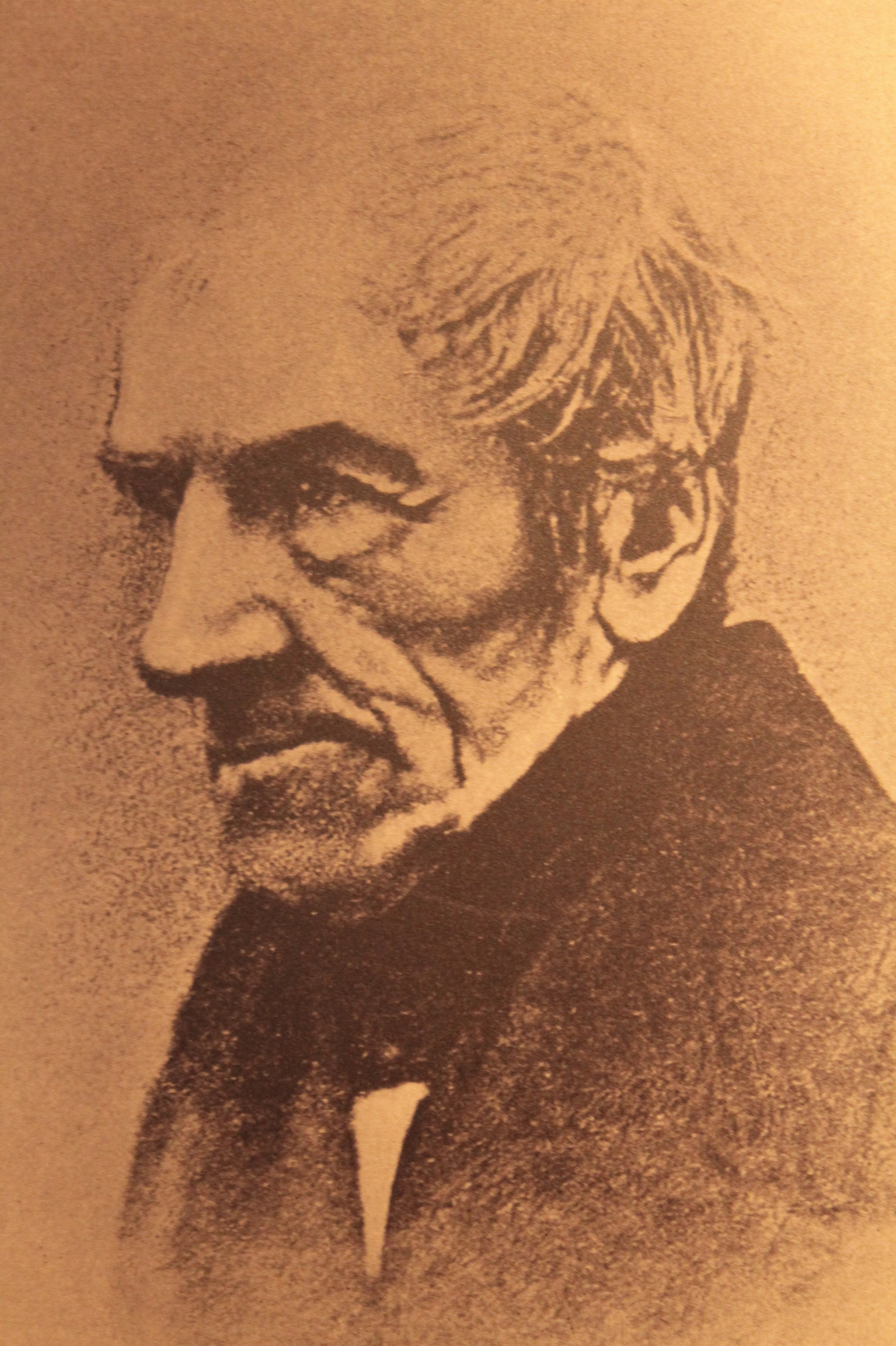
アレキサンダー・ジョン・フォーサイス

1806年頃、アレキサンダー・ジョン・フォーサイスは雷汞（起爆剤の一種）を利用した新しい発火法を考案する。これはセントボトル・ロック（Scent-bottle lock セントボトルとは香水瓶の意味）と呼ばれ、雷汞を火皿に載せて叩いて発火されるものであった。しかし、雷汞は非常に不安定な塩化物で変質しやすく貯蔵が難しかったため、続いてイギリスの銃工ジョセフ・マントン（en:Joseph Manton）が1816年に雷汞を練ったアラビアゴムで包み、鉄のチューブに詰めたそれを用いて発火させるピルロック（Pill lock）を考案する。
更にそれを改良したのがアメリカ人ジョシュア・ショウ（en:Joshua Shaw） によって鉄を銅のキャップに変更したパーカッションロックである。これは1822年に特許が取られている。しかし、1818年にフランスでプリラットの名で特許が取られている説や、前述のマントンの時点で完成している（事実、ショウとマントンの間には法的係争があり、専門家はショウの発明を認めていない）などの諸説があって、最終的にパーカッションロックを完成させた者ははっきりとしない。だが、最初の発明者はフォーサイスであるのは間違いない。
画期的な発明ではあったが、民間はともかく軍での採用は遅れた。原因は雷管の入手に関する補給上の不安（フリントロックの燧石は、まだ現地での調達が可能だった）と、馬上などで小さな雷管を装着することに関しての取り扱いから来る危惧である。だが、19世紀の中頃になるとその抵抗感も薄れ、パーカッションロック式はフリントロック式を駆逐する。しかし、その天下は実包を用いるメタリックカートリッジの出現によって長く続くことはなかった。

## 日本におけるパーカッションロック式
日本では江戸時代に尾張藩の蘭学者吉雄常三が天保13年（1842年）頃から雷管の研究を開始し、雷粉銃を完成させたが実験で暴発して命を落としている。彼の著した『粉砲考』は我が国初の雷汞専門書である。
その他、松代藩の銃工、片井京助が製造した傍装雷火銃や、日本で初めて歯輪銃を開発した久米通賢が造った先火銃などもあるが、天下太平の世にあっては実用銃として普及することはなく、幕末に大量の輸入雷管銃が導入されるとその存在は埋没していったが、中には手動回転型三銃身ペッパーボックスピストルなどもあった。
日本におけるオリジナルは以上の通りであるが、旧来の火縄銃または輸入されたフリントロック式ゲベール銃を雷管式に日本で改造した銃、コルト製パーカッションリボルバーをあからさまにコピーした拳銃なども存在する。なお、改造またはコピーに際して、これらにライフリングを施したのかどうかは不明である。

## 亜種

### チューブロック
チューブロック(Tube Lock)とは銃用雷管を利用した大砲の点火機構である。1818年にピルロックを発明した銃工ジョセフ・マントンが考案した。これは大砲の火門に雷管を直接取り付け、それを金槌などで叩いて発火させる乱暴な点火法であったが、それまでの点火方法に比較すると安全性が高く、発砲に関するタイムラグもないので普及し、今日の大砲に使われる火管の先祖ともなっている。

### パッチロック/テーププライマー
平玉火薬のように、紙に雷汞を挟んでニスで防水加工した物を雷管代わりに使用する。巻玉状に連なったパッチロック(Patch lock)を機械的に繰り出して使用するタイプ（玩具鉄砲の巻玉火薬と同じ）はテーププライマー(Tape Primer)、または巻かれて円盤になった形状からディスクプライマー(Disk Primer)とも呼称される。現代では、陸上競技用のスターターピストルに使用されている。
スプリングフィールドM1855小銃に採用されたように、テーププライマーは発射毎にいちいち雷管を交換するのが不必要なので連射には便利ではあったが、雷汞がキャップに封入されていない分、湿気に弱く、またディスクを繰り出す機構にもしばしば不具合が現れたので、これを用いる銃器は少数派であった。